# Achille Farina

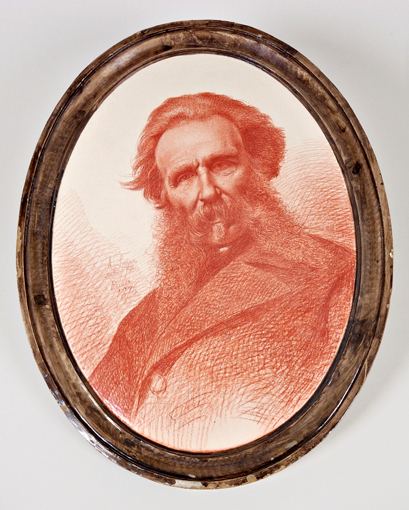
Medaglione in terracotta ingobbiata e invetriata con autoritratto di Achille Farina (Faenza, 1876).

Achille Farina (Faenza, 16 febbraio 1804 – Faenza, 11 gennaio 1879) è stato un pittore, litografo e ceramista italiano.

## Biografia
Nasce a Faenza il 16 febbraio 1804 da Ignazio e Lodovica Errani. 
La sua formazione ha inizio presso artisti che facevano capo alla Scuola di disegno di Faenza e prosegue a Firenze dove approfondisce la pratica del disegno e della pittura ad olio. Si specializza nella grafica e inizia una fruttuosa collaborazione con le litografie bolognesi «Zannoli» e «Angiolini« contribuendo a diffondere alcune immagini di alcune decorazioni di Felice Giani nei palazzi di Faenza. 
Divenuto professore dell'Accademia di Belle Arti, esercita l'insegnamento ad Arezzo, Bologna, Firenze, Modena e Siena. Nominato nel 1851 Maestro di disegno presso la Scuola di Disegno di Faenza vi svolge l'insegnamento fino al 1854, ricoprendo anche la carica di Direttore. Realizza inoltre il restauro della pala di Innocenzo da Imola in Cattedrale, i quadri a tempera per la chiesa di S. Orsola, le decorazioni della Cappella della Concezione nella chiesa dei Cappuccini. 
Nel 1864 lascia l'insegnamento per dedicarsi alla ceramica, sia nel genere della maiolica, sia nella tecnica "ad impasto". Dopo aver collaborato con la manifattura Ferniani nel 1869 inizia l'attività in proprio facendo coincidere l'inaugurazione della sua fornace con un piatto in maiolica attualmente conservato al Museo Internazionale delle Ceramiche in Faenza.
Nel 1871 riceve consensi alle Esposizioni di Milano e Forlì e gli viene attribuita la croce di Cavaliere. Dopo il fallimentare esperimento della costituzione di una Società artistica e ceramica, Farina fonda la Società anonima «A. Farina e Compagni», con una produzione sia artistica che industriale. Ottiene successi e medaglie alle Esposizioni di Firenze e Vienna del 1873 e alla grande Esposizione di Faenza del 1875. 
Nel 1876 fonda la «Società Ceramica Farina» sciolta l'anno dopo sia per gli alti costi di gestione sia per l'eliminazione della produzione artistica. Nel 1877 viene fondata la «A. Farina e Figlio» che otterrà grandi successi nelle Esposizioni degli anni Ottanta soprattutto per i "blu sopra i blu", prima delle difficoltà finanziarie che costringeranno il figlio Ludovico a trasferirsi a Londra in cerca di fortuna.
Muore l'11 gennaio 1879 a Faenza.

## Giudizio critico
Achille Farina dimostra grande abilità sia nelle maioliche di genere rinascimentale, particolarmente apprezzate dalla cultura storicista dell'epoca, sia nella sperimentazione di nuove tecniche, soprattutto quella "ad impasto" che richiedeva grande virtuosismo e che consentiva di ottenere sulla maiolica gli effetti della pittura ad olio.

Scrive Ennio Golfieri: 

## Opere
- Faenza, Museo Internazionale delle Ceramiche: Piatto commemorativo dell'inaugurazione della Fornace, maiolica, 1869
- Faenza, Museo Internazionale delle Ceramiche: Piatto con autoritratto, maiolica, 1875
- Faenza, Museo Internazionale delle Ceramiche: Piatto con testa di San Pietro, maiolica, 1875
- Faenza, Museo Internazionale delle Ceramiche: Medaglione ovale con autoritratto a sanguigna, terracotta ingobbiata e invetriata, 1876, su bbcc.ibc.regione.emilia-romagna.it.
- Faenza, Museo Internazionale delle Ceramiche: fiasca con decori rinascimentali, maiolica
- Faenza, Museo Internazionale delle Ceramiche: Ritratto di Ludovico Farina e della moglie, olio su tela
- Faenza, Pinacoteca Comunale: Autoritratto, olio su tela, su bbcc.ibc.regione.emilia-romagna.it.
- Faenza, Pinacoteca Comunale: Giuditta con la testa d'Oloferne, olio su tela, su bbcc.ibc.regione.emilia-romagna.it.
- Gualdo Tadino (PG), Museo Opificio Rubboli